# Evangelos Mantzaris
Evangelos "Vangelis" Mantzaris, En Griego:Ευάγγελος "Βαγγέλης" Μάντζαρης (nacido el 16 de abril de 1990 en Atenas, Grecia) es un jugador de baloncesto griego que forma parte de la plantilla del PAOK Salónica BC de la A1 Ethniki. Con 1.96 de estatura, su puesto natural en la cancha es el de escolta.

## Trayectoria
- Peristeri BC (2009-2011)
- Olimpiakos BC (2011-2019)
- UNICS Kazán (2019)
- Promitheas Patras B.C. (2020)
- Peristeri B.C. (2021)
- Stal Ostrów Wielkopolski (2021)[1]
- Hapoel Eilat B.C. (2021)[2]
- PAOK Salónica BC (2021- )[3]

## Palmarés categorías inferiores de Grecia
- Medalla de oro en el Europeo Sub-20 de 2009.
- Medalla de plata en el Europeo Sub-20 de 2010.